# Grand Prix (programma televisivo)
Grand Prix è uno storico programma televisivo sportivo italiano di Mediaset dedicato all'automobilismo e al motociclismo.

## Storia
Il programma nasce nel 1977 sulla tv laziale Quinta Rete e sulla lombarda Antenna Nord. Le due tv locali entreranno a far parte del network Italia 1. Fin dalla sua prima puntata viene affidato ad Andrea de Adamich, giornalista ed ex pilota automobilistico, e a Patrizio Cantù, con particolare focus sulla Formula 1. Grand Prix, curato dalla redazione di Sport Mediaset, tratta prevalentemente Formula 1 e il Motomondiale, ma anche nei Rally e il Motocross. C'è spazio inoltre anche per le competizioni minori e altri fatti inerenti al mondo dei motori.
Tra i collaboratori Oscar Orefici, Luca Budel, Guido Meda, Ronny Mengo, Claudia Peroni, Alberto Porta, Guido Schittone e Giorgio Terruzzi. Tra gli anni '80 e il 2008 l'ex pilota motociclistico Nico Cereghini, oltre a collaborare nella realizzazione dei servizi, curava una rubrica dedicata alla prova su strada delle ultime novità nel mondo delle motociclette.
Dalla stagione televisiva 2013, il programma non va più in onda nel suo formato tradizionale, ma solo nei week-end dell'anno dedicati al Motomondiale e alla Superbike. Nel 2013 i conduttori del programma sono Ronny Mengo e Anna Capella.
Nel 2015 torna nella sua versione tradizionale in seconda serata su Italia 2, solo nei fine settimana della Superbike, appuntamento durato solo per poco tempo.
Il brano usato come sigla del programma, Round D Minor, è composto da Augusto Martelli ed è stato utilizzato con arrangiamenti diversi in periodi diversi (l'attuale arrangiamento, che sul finale contiene un frammento della sigla usata da Fininvest per le gare di Formula 1, viene utilizzato come sigla dal 1995).

### Grand Prix - Fuori giri
Dal 2002 al 2013, anni in cui Mediaset ha detenuto i diritti TV del Motomondiale, e dallo stesso anno al 2018, quando ha detenuto i diritti TV della Superbike, Grand Prix ha due appendici in Grand Prix - Fuori giri e Grand Prix - Fuori giri Superbike, programmi itineranti trasmessi dai paddock dei principali circuiti, che analizzano e commentano a caldo i risultati del weekend motociclistico. Dal 2018 il titolo del programma viene ripristinato per l'appendice dedicata al Campionato di Formula E, di cui Mediaset detiene tuttora i diritti.